# Armil
Armil ist eine Gemeinde im Norden Portugals.
Armil gehört zum Kreis Fafe im Distrikt Braga, besitzt eine Fläche von 4,6 km² und hat 687 Einwohner (Stand 19. April 2021).